# Сатира
Сатира је књижевни облик у којем се критички исмејава појединац, група, држава или власт. Често се користи као средство политичке борбе.
"Сатира разобличава друштвене недостатке, политичке страсти, људске себичности, непромишљености, мане и глупости, а својим подсмијехом на подругљив и духовит начин критикује, опомиње и кажњава. Док хумористички смијех својом ведрином забавља, ослобађа и растерећује, сатирички смијех својом јеткошћу и горчином ангажује, покреће и обавезује. Техника комичног преувеличавања и употреба карикатуре, хиперболе и гротеске, најмоћније је умјетничко средство сатиричара. Потребно је неку деформисану друштвену појаву, менталну и моралну изобличеност, пренагласити до те мјере да она постане очигледна свима. За изражавање своје критичке визије свијета сатиричар се користи и најпогоднијим умјетничким средствима непосредног (инвектива) или пренесеног значења (алузија, инсинуација, алегорија, иронија, еуфемизам, персифлажа, сарказам, парадокс и пародија).
Насупрот директној и агресивној критичкој оштрини инвективе (од лат. ријечи invectivus- насртљив), смјехотворно дејство фигура пренесеног значења проистиче из семантичке двосмислености, слутњи и наговештаја, проистеклих из неподударности изговореног и мишљеног, а може га разумјети само онај који је способан да у томе препозна стварносни контекст. За комичне алузије тачно је речено да су „по својој природи 'прелазне' између(...) оног што је изричито речено и оног што се подразумева, оног што сасвим гласно каже и оног што се шапуће“- Владимир Јаковљевич Проп „Проблеми комике и смеха“.
Отуда алузивни смијех и произлази из механизма привидног неразумијевања и наивности, а прећутног наслућивања и схватања поруке. Сатиричка алузија у својој семантичкој основи садржи жељу да се на дискретан начин намагарчи или исмије појединац, нека појава и друштвена неправилност, а кад је заснована на непровјереним, нетачним или дјелимичним чињеницама, на злонамјерним претпоставкама, подозрењу и сумњичењима, назива се још

## Хумор
| „ | Правила сатире су таква да мора учинити више него да вас насмеје. Без обзира на то колико је забавно, то се не рачуна осим ако се мало тргнете чак и док се смејете. | ” |
|   | |   |

Смех није суштинска компонента сатире; заправо постоје врсте сатире које уопште нису „смешне“. Насупрот томе, није сваки хумор, чак и на теме попут политике, религије или уметности, нужно „сатиричан“, чак и када користи сатирична средства ироније, пародије и бурлеске.
Чак и лакомислена сатира има озбиљан „укус“: организатори Иг Нобелове награде то описују као „прво насмеј људе, а онда их натерај да мисле“.

## Социјалне и психолошке функције
Сатира и иронија у неким случајевима су сматрани најефикаснијим извором за разумевање друштва, најстаријим обликом друштвених студија. Они пружају најоштрији увид у колективну психу групе, откривају њене најдубље вредности и укусе, као и структуре моћи друштва. Неки аутори сматрају сатиру супериорном у односу на некомичне и неуметничке дисциплине попут историје или антропологије. Као истакнути пример из античке Грчке, филозоф Платон, када га је пријатељ замолио за књигу да разуме атинско друштво, упутио га је на драме Аристофана.
Историјски гледано, сатира је задовољила популарну потребу да се разоткрију и исмеју водеће личности у политици, економији, религији и другим истакнутим областима моћи. Сатира се супротставља јавном дискурсу и колективној имагинацији, играјући се као противтежа јавног мњења моћи (било да је политичка, економска, верска, симболичка или другачија), изазивајући лидере и ауторитете. На пример, приморава администрације да разјасне, измене или утврде своју политику. Сатирин посао је да разоткрије проблеме и противречности, а није обавезна да их решава. Карл Краус је у историји сатире поставио истакнути пример улоге сатиричара као супротстављања јавном дискурсу.
Због своје природе и друштвене улоге, сатира је у многим друштвима уживала посебну слободу да се руга истакнутим појединцима и институцијама. Сатирички импулс, и његови ритуализовани изрази, врше функцију разрешавања друштвене напетости. Институције попут ритуалних кловнова, дајући израз антисоцијалним тенденцијама, представљају сигурносни вентил који поново успоставља равнотежу и здравље у колективну имагинарију, која је угрожена репресивним аспектима друштва.
Стање политичке сатире у датом друштву одражава толеранцију или нетолеранцију која га карактерише, и стање грађанских слобода и људских права. У тоталитарним режимима свака критика политичког система, а посебно сатире, је потиснута. Типичан пример је Совјетски Савез где су дисиденти, попут Александра Солжењицина и Андреја Сахарова, били под снажним притиском владе. Док је сатира свакодневног живота у СССР-у била дозвољена, а најистакнутији сатиричар био је Аркадиј Рајкин, политичка сатира је постојала у облику анегдота које су исмијавале совјетске политичке лидере, посебно Брежњева, познатог по својој ускогрудости и љубави према наградама и одликовањима.

## Класификације
Сатира је разноврстан жанр који је сложен за класификацију и дефинисање, са широким спектром сатиричних „модова“.

### Хорацијанска, јувеналијанска, менипска
Сатиричка књижевност се обично може категорисати као хорацијанска, јувеналијанска, менипска.

#### Хорацијанска
Хоратијевска сатира, названа по римском сатиричару Хорацију (65–8 пре нове ере), разиграно критикује неке друштвене пороке кроз нежан, благ и безбрижан хумор. Хорације (Квинт Хорације Флак) је написао сатире да благо исмеје доминантна мишљења и „филозофска веровања старог Рима и Грчке“. Уместо да пише оштрим или оптужујућим тоновима, он се бавио питањима са хумором и вештим подсмехом. Хорацијанска сатира прати исти образац „нежног [исмијавања] апсурда и лудости људских бића“.
Она усмерава духовитост, претеривање и самозатајни хумор ка ономе што идентификује као лудост, а не зло. Симпатични тон хорацијанске сатире уобичајен је у савременом друштву. Хорацијевски сатиричар има за циљ да исцели ситуацију осмехом, а не љутњом. Хорацијевска сатира је нежан подсетник да се живот схвата мање озбиљно и изазива ироничан осмех.